# Hieracium hirticollum
Hieracium hirticollum es una especie de planta con flor del género Hieracium, de la familia Asteraceae, orden Asterales.

## Distribución
Hieracium hirticollum se distribuye por Italia y Francia.

## Taxonomía
Fue descrita científicamente por Arv.-Touv.
Tratamiento taxonómico
La especie aparece registrada y publicada en Hier. Gall. Hisp. Cat.